# Can Seguí (Tiana)
Can Seguí és una casa de Tiana (Maresme) inclosa a l'Inventari del Patrimoni Arquitectònic de Catalunya.

## Descripció
Edifici civil format per una planta baixa, dos pisos i un terrat. Lateralment presenta un jardí. En tot el conjunt destaca la marcada decoració neogòtica. 

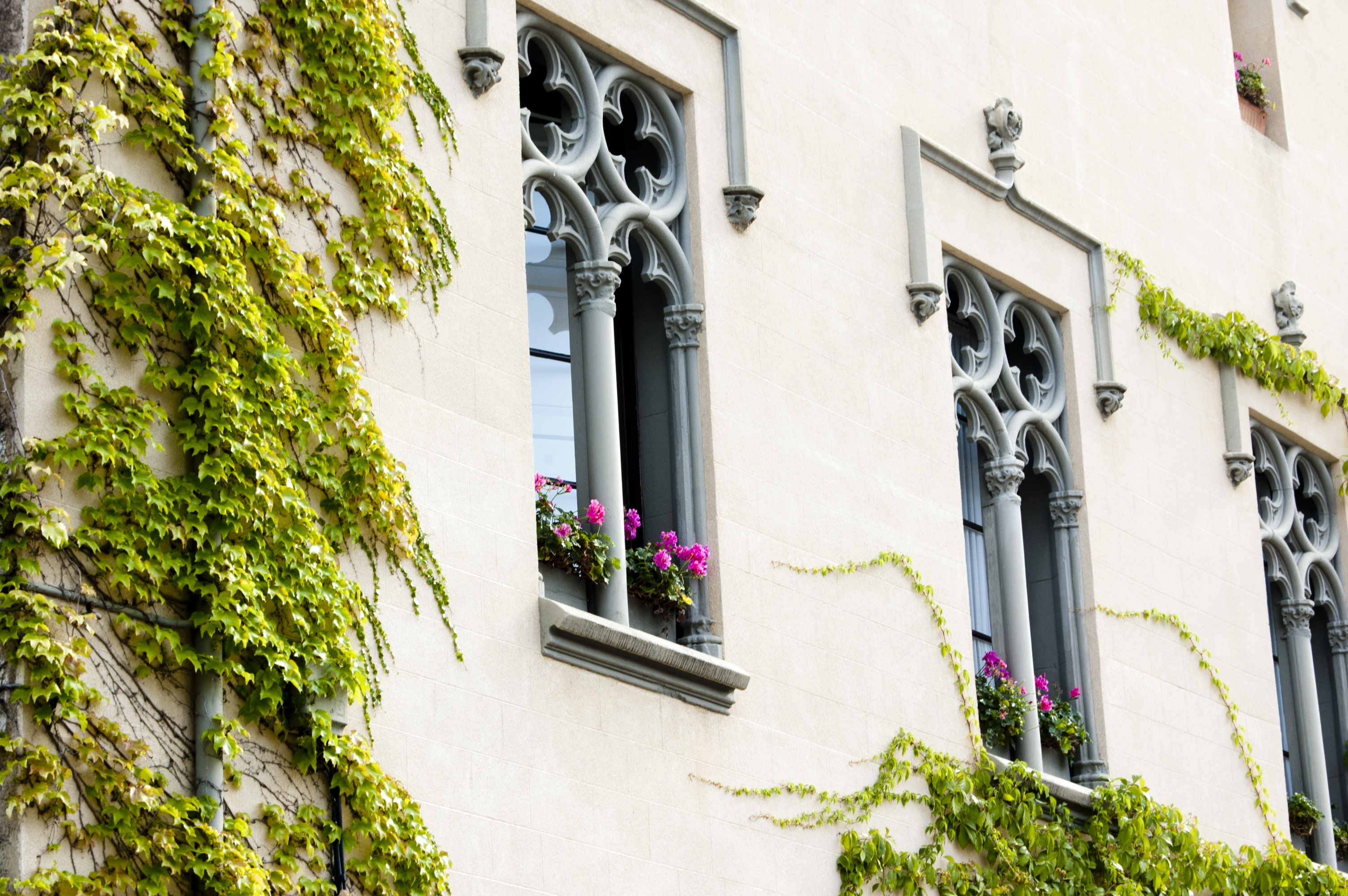
Detall de les finestres del primer pis

Guardapols o trenca aigües damunt de totes les obertures, a alguns casos amb frondes i florons, i especialment les tres finestres del primer pis, coronelles, decorades amb arquets ogivals, arcuacions i quadrifolis. A la façana lateral que dona al jardí sobresurt la gran terrassa del primer pis, convertida en un pòrtic a la part inferior, amb arcades lobulades suportades per columnetes i gàrgoles esculpides, tot d'un absolut estil historicista.

## Història
Cal fer notar que als darrers anys s'ha enderrocat el coronament superior de l'edifici, acord amb el conjunt, i que la reforma actual desmereix totalment la construcció historicista. Després d'haver estat Caserna de Guàrdia Civil, l'edifici restà molt de temps abandonat. A les fitxes de l'Inventari de Patrimoni Arquitectònic realitzat pel Col·legi Oficial d'Arquitectes de Catalunya i Balears, encara es pot veure a les fotografies, el coronament original, situat damunt la cornisa.